# Onthophagus nasonis
Onthophagus nasonis é uma espécie de inseto do género Onthophagus, família Scarabaeidae, ordem Coleoptera.

## História
Foi descrita cientificamente por Kabakov em 1998.